# NGC 2708
NGC 2708 (NGC 2727) é uma galáxia espiral (Sb) localizada na direcção da constelação de Hydra. Possui uma declinação de -03° 21' 38" e uma ascensão recta de 8 horas, 56 minutos e 07,9 segundos.
A galáxia NGC 2708 foi descoberta em 6 de Janeiro de 1785 por William Herschel.